# 神凤 (孙吴)
神鳳（252年二月—四月），為三國時期孫吳的君主吳大帝孫權的第六個年號，共計使用2個月餘。
神鳳元年四月，孫權逝世，孫亮即位，改元為建興元年。

## 改元
- 太元二年——二月，改元為神鳳元年；[3][4][5]四月二十八日，改元為建興元年。[3][6][2][5]

## 大事紀
- 神鳳元年——四月二十六日，孫權逝世。[4]二十八日，孫亮即位。[7][2]

## 紀年農曆對照表
| 西元  | 干支 | 紀年     | 正月 | 二月   | 三月   | 四月   | 五月 | 六月 | 七月 | 八月 | 九月 | 十月 | 十一月 | 十二月 | 閏月 |
| ----- | ---- | -------- | ---- | ------ | ------ | ------ | ---- | ---- | ---- | ---- | ---- | ---- | ------ | ------ | ---- |
| 252年 | 壬申 | 神鳳元年 |      | 辛未大 | 辛丑小 | 庚午大 |      |      |      |      |      |      |        |        |      |
| 252年 | 壬申 | 神鳳元年 |      | 2/27   | 3/28   | 4/26   |      |      |      |      |      |      |        |        |      |

| 神鳳 | 元年       |
| ---- | ---------- |
| 公元 | 252年      |
| 干支 | 壬申       |
| 曹魏 | 嘉平四年   |
| 蜀汉 | 延熙十五年 |

## 外部連結
- 李崇智. . 北京: 中華書局. 2004年12月. ISBN 7101025129.
- 鄧洪波. . 臺北: 國立臺灣大學東亞經典與文化研究計劃. 2005年3月  [2021-11-26]. ISBN 9789860005189. （原始内容 (pdf)存档于2007-08-25）.

| 前一年號： 太元 | 孫吳年號 神鳳 | 下一年號： 建興 |